# Equipo de Copa Davis de Egipto
El equipo egipcio de Copa Davis es el representante de Egipto en dicha competición internacional. Su organización está a cargo de la Federación Egipcia de Tenis.

## Historia
Egipto compitió en su primera Copa Davis en 1929. Su mejor actuación hasta ahora ha sido el avance a semifinales del Grupo I de la Zona Europea/Africana, que consiguió en 1982 y 1985.

## Plantel actual (2016)
- Mohamed Safwat
- Sherif Sabry
- Karim-Mohamed Maamoun
- Youssef Hossam